# Матмуратов, Александр Сергеевич
Александр Сергеевич Матмуратов (род. 9 октября 1989 года) — российский боец смешанных единоборств, представитель полулёгкой весовой категории. Выступает на профессиональном уровне с 2013 года, известен по участию в турнирах бойцовских организаций ACA, WFCA, Fight Nights Global. Бывший чемпион Fight Nights Global (FNG) в полулёгком весе.

## Биография
Александр Матмуратов родился 9 октября 1989 года. Проживает в городе Новокузнецк Российской Федерации.
Карьеру в профессиональном спорте начал в 2013 году. Дебютировал на турнире "Draka 13 - Governor's Cup 2013", где ему противостоял соотечественник Максим Штепенко, за спиной которого 3 победы и два поражения. Бой продлился все три раунда. Матмуратов по истечении трёх раундов одержал победу единогласным решением судей.
За плечами Александра участие в турнирах престижных российских промоушенов ACA, WFCA, Fight Nights Global.
31 марта 2017 года стал чемпионом российской организации Fight Nights Global (FNG) в полулёгком весе, нокаутировав Илью Куразанова во втором раунде. 15 декабря 2017 года провёл одну успешную защиту титула в бою против претендента Евгения Игнатьева. 13 июля 2020 года дебютировал в одной из крупнейших лиг мира ACA.

## Достижения и титулы
- Fight Nights Global 
  -  Чемпион в полулёгком весе.
- Чемпион Мира по косики каратэ;
- Чемпион России по рукопашному бою;
- Мастер спорта международного класса;
- Мастер спорта по рукопашному бою;
- Мастер спорта по самбо[7][8].

## Статистика ММА
| Боёв 19  | Побед 14 | Поражений 5 |
| -------- | -------- | ----------- |
| Нокаутом | 4        | 0           |
| Сдачей   | 1        | 2           |
| Решением | 9        | 3           |

| Результат | Рекорд | Соперник            | Способ                                    | Турнир                                         | Дата            | Раунд | Время | Место       | Примечание |
| --------- | ------ | ------------------- | ----------------------------------------- | ---------------------------------------------- | --------------- | ----- | ----- | ----------- | ---------- |
| Победа    | 14-5   | Павел Гордеев       | Решением (единогласным)                   | ACA 148: Магомедов - Оленичев                  | 18 ноября 2022  | 3     | 5:00  |             |            |
| Победа    | 13-5   | Артем Дамковский    | Решением (единогласным)                   | ACA 139: Вартанян - Илунга                     | 21 мая 2022     | 3     | 5:00  |             |            |
| Победа    | 12-5   | Элисмар Лима        | Решением (единогласным)                   | ACA 125: Дудаев - де Лима                      | 29 июня 2021    | 3     | 5:00  |             |            |
| Победа    | 11-5   | Алексей Полпудников | Решением (раздельным)                     | ACA 123: Кошкин - Бутенко                      | 28 мая 2021     | 3     | 5:00  |             |            |
| Победа    | 10-5   | Канат Келдибеков    | Техническим нокаутом (остановка доктором) | ACA 113: Керефов - Гаджиев                     | 6 ноября 2020   | 1     | 5:00  |             |            |
| Поражение | 9-5    | Биберт Туменов      | Решением (единогласным)                   | ACA 106: Фролов - Магомедов                    | 13 июля 2020    | 3     | 5:00  |             |            |
| Поражение | 9-4    | Александр Грозин    | Решением (единогласным)                   | Russian Cagefighting Championship RCC 5        | 15 декабря 2018 | 3     | 5:00  |             |            |
| Победа    | 9-3    | Евгений Игнатьев    | Решением (единогласным)                   | FNG Fight Nights Global 81                     | 15 декабря 2017 | 5     | 5:00  |             |            |
| Победа    | 8-3    | Илья Курзанов       | Техническим нокаутом (удары)              | FNG Fight Nights Global 62                     | 31 марта 2017   | 2     | 0:49  |             |            |
| Победа    | 7-3    | Ади Алик            | Решением (большинством судейских голосов) | EFN Fight Nights Global 59                     | 23 февраля 2017 | 3     | 5:00  |             |            |
| Поражение | 6-3    | Илья Курзанов       | Решением (единогласным)                   | EFN Fight Nights Global 52                     | 1 октября 2016  | 3     | 5:00  |             |            |
| Поражение | 6-2    | Отто Родригес       | Сабмишном (удушение ручным треугольником) | WFCA 16 Grand Prix Akhmat                      | 12 марта 2016   | 2     | 1:45  |             |            |
| Победа    | 6-1    | Антон Ходько        | Нокаутом (удар)                           | Altay Republic MMA League - Battle of Tigers 4 | 7 февраля 2016  | 1     | 4:32  |             |            |
| Победа    | 5-1    | Владимир Блюменталь | Нокаутом (удар ногой в голову)            | Altay Republic MMA League - Battle of Tigers 4 | 7 февраля 2016  | 3     | 3:12  |             |            |
| Поражение | 4-1    | Абдуррахман Темиров | Сабмишном (удушение сзади)                | ACB 20 - Sochi                                 | 14 июня 2015    | 1     | 3:30  |             |            |
| Победа    | 4-0    | Д'Хуан Оуэнс        | Решением (единогласным)                   | Siberian Fighter - Confrontation               | 1 ноября 2014   | 3     | 5:00  |             |            |
| Победа    | 3-0    | Джонатан Хьюз       | Решением (единогласным)                   | Draka 15 - USA Debut                           | 31 мая 2014     | 3     | 5:00  |             |            |
| Победа    | 2-0    | Филип Раадек        | Сабмишном (замок лодыжки)                 | Draka 14 - Governor'S Cup 2013                 | 26 октября 2013 | 1     | 1:59  |             |            |
| Победа    | 1-0    | Максим Штепенко     | Решением (единогласным)                   | Draka 13 - Governor'S Cup 2013                 | 30 августа 2013 | 3     | 3:00  | Владивосток |            |